# イシガキフグ
イシガキフグ（学名: Chilomycterus reticulatus ）は、フグ目ハリセンボン科に属する中型の海水魚である。他のハリセンボンの仲間と同様に体に棘をもち、威嚇時に体を膨らませることもできる。しかし本種の棘は短く不動性であるため、体が膨らんだ時でも立つことがない。分布域は世界中に広がり、日本でも北海道以南の各地でみられる。浅海のサンゴ礁や岩礁を単独で泳ぎ、硬い殻をもつ甲殻類などの無脊椎動物をくちばし状の歯を用いて捕食する。漁獲量は少ないが無毒で美味であり、水揚げのある地域では食用にされる。

## 分類と名称
イシガキフグはフグ目のハリセンボン科(Diodontidae)、イシガキフグ属 (Chilomycterus )に分類される。
本種は1758年にスウェーデンの博物学者カール・フォン・リンネによって、インドから得られたタイプ標本を元に初記載された。この時の学名はDiodon reticulatus であり、ハリセンボン属 (Diodon )に分類されていた。現在では本種はイシガキフグ属(Chilomycterus )に移され、学名はChilomycterus reticulatus となっている。なお、従来のイシガキフグ属には分類学的な問題があることがわかっており、本種の近縁種について、属レベルの分類は未決着の部分が多い。松浦 (2017)は、本種のみを狭義のイシガキフグ属（単型）に分類するLeis (2006)の分類を採用している。
標準和名であるイシガキフグの他に、日本における地方名としてイガフグ、イバラフグ、コンペ、チョウチンフグ、バラフグ、トーアバサー、ハリフグなどがある。

## 形態

### 概要

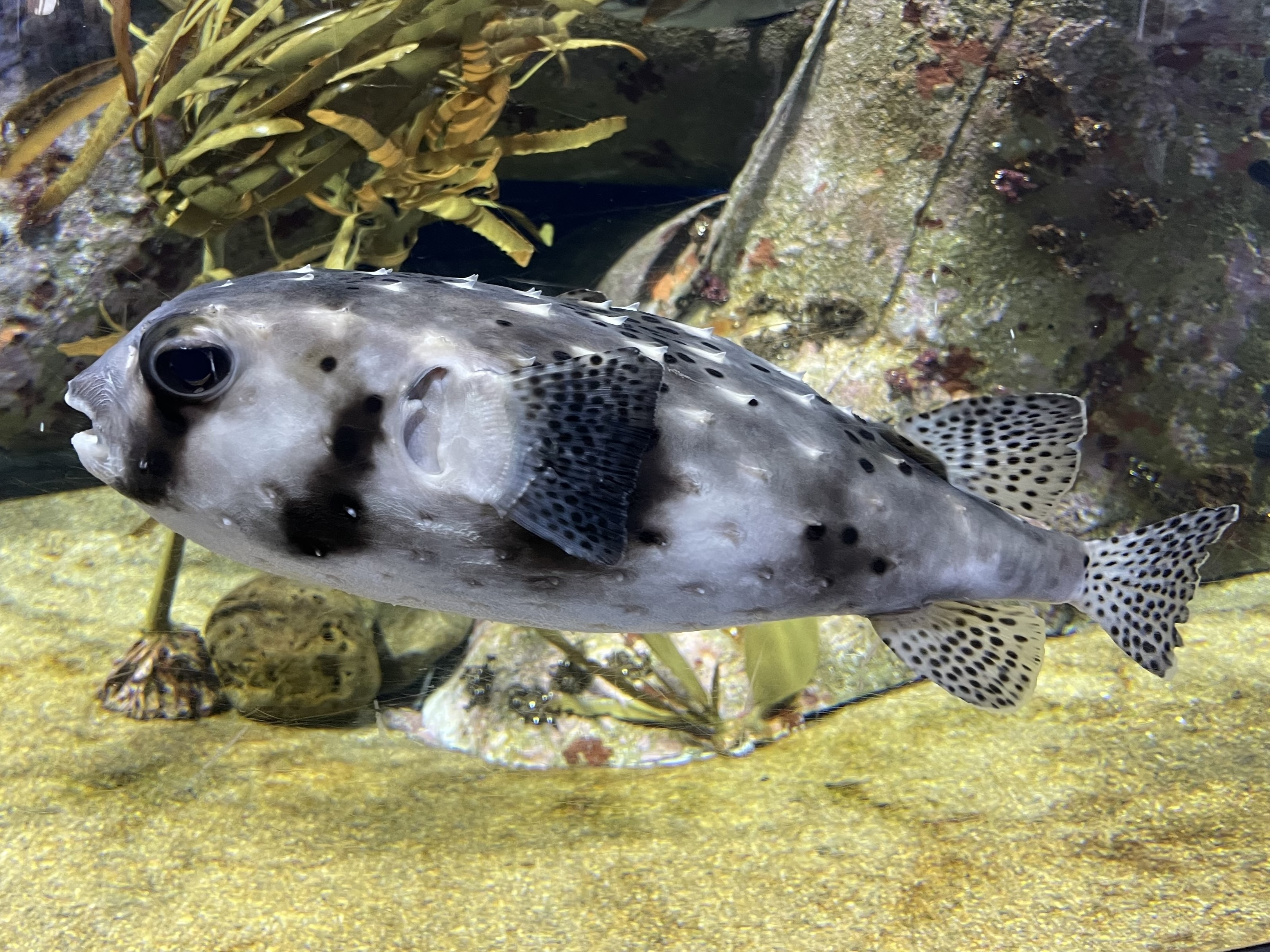
側面から見たイシガキフグ

本種は丸みを帯びた体型を示し、側面から見ると尾柄部に向かって細くなる。他のフグの仲間と同様、体を膨らませることができる。体表の棘は3根を備え強大だが、体表に突出する部分は短く、ハリセンボン属の種とは異なり不動性で体を膨らませても立てることはできない。頭部の背面には4根を備える棘もある。尾柄の背面にも1本あるいは複数の棘が存在する。頭部は丸みを帯びており、大きな眼をもつ。口は大きく、くちばし状に癒合した大きな歯板が上下の顎に1枚ずつある。鰭に棘条はなく、腹鰭はない。背鰭は16 - 18軟条、臀鰭は16 - 18軟条、胸鰭は19 - 22軟条、尾鰭は10軟条からなる。胸鰭は大きくて円く、尾鰭も円い。背鰭と臀鰭は体の最後方の相対する位置につく。成魚は標準体長50センチメートルほどだが、最大で75センチメートルに達した記録もある。
成魚の体色は灰色から褐色である。頭部後方に黒色横帯があるほか、体背面、体側面および各鰭は小さな黒色点に覆われる。外洋の表層に出現する幼魚は淡青色の体色を示す。

### 他種との識別
本種は体表の棘が3根を備え不動性であることから、棘が2根を備え可動性であるハリセンボン属の種と識別できる。同じく3根を備え不動性の棘を持つハリセンボン科のメイタイシガキフグ属 (Cyclichthys) の種とは、尾柄背面に棘がみられる点、鰭に黒色点を持つ点などで識別できる。

## 分布
本種の分布域は三大洋の全てを含む世界中の温帯域、熱帯域に広がっている。大西洋では北はノースカロライナやポルトガル、南は南アフリカやブラジルまで分布する。インド太平洋では北は日本から南はニュージーランドまで、東太平洋では北はカリフォルニア、南はチリまで分布域に含まれる。
日本においては北海道以南の日本海・太平洋沿岸のほか、琉球列島、小笠原諸島などで広くみられる。

## 生態

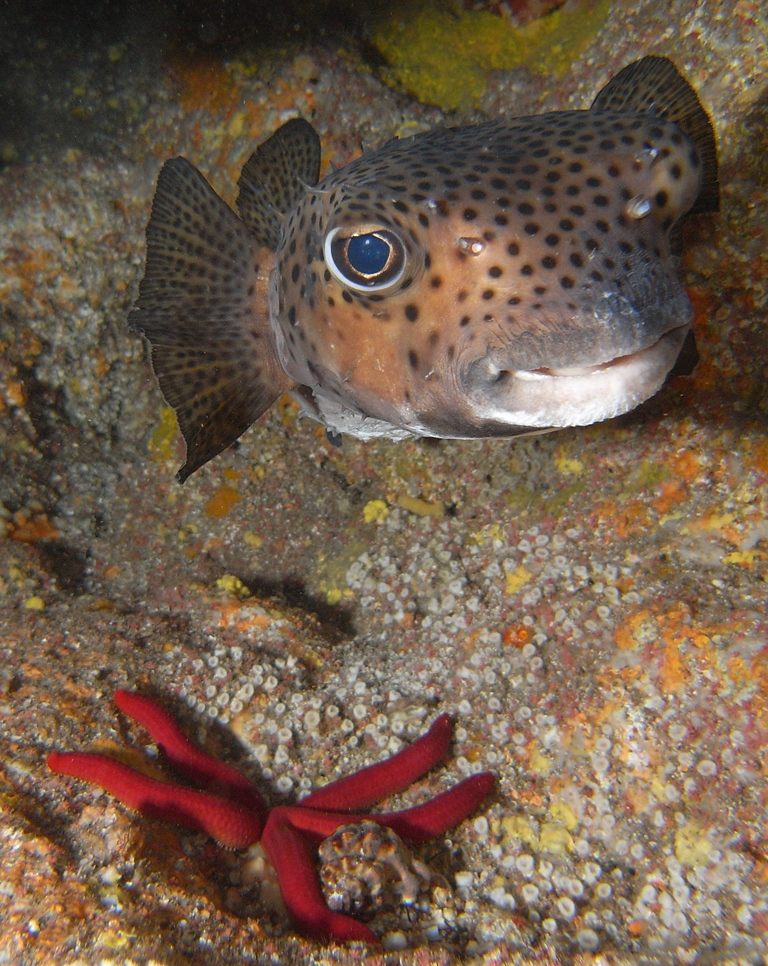
岩場を泳ぐイシガキフグ

本種は水深140メートルまでの岩礁・サンゴ礁域でよく見られるが、砂底のトロール漁で捕獲されることもある。通常は水深25メートル以浅の浅い海域で単独で行動する。軟体動物や棘皮動物、甲殻類といった硬い殻をもつ無脊椎動物を主に捕食する。他のフグの仲間と同様、体を膨らませて外敵を威嚇する。卵や稚魚は浮遊性である。幼魚は表層性で、しばしば海面に浮かんだ海藻の中にいるのがみられる。体長20センチメートルほどで底生に移行する。成魚は昼行性で、夜には岩などに寄りかかって休息する。浜に打ち上げられた個体が見つかることも多い。

## 人間との関係
定置網などで漁獲され、無毒で美味だが漁獲量は少ない。八丈島などでは水揚げがあり、惣菜として消費される。鍋物にも利用される。磯釣りの外道として釣れることもある。
2021年から東京海洋大学の客員教授でもあるさかなクンの依頼により、同大学水圏生殖工学研究所の森田哲朗准教授とイシガキフグの人工孵化の共同研究が同年7月から始まり、自然繁殖には成功しなかったものの同年8月下旬に産卵間近のメスの体内から卵を取り出してオスの精子をかけたところ、同年9月3日に受精卵の孵化が確認された。イシガキフグの人工繁殖成功は世界初となる。